# Di Paullo & Paulino
Di Paullo & Paulino é uma dupla sertaneja brasileira formada pelos irmãos Elias Antônio de Paula, conhecido artisticamente como Di Paullo (20 de janeiro de 1957) e Geraldo Aparecido de Paula, conhecido artisticamente como Paulino (3 de abril de 1961) nascidos no distrito de Alberto Isaacson, na zona rural do município de Martinho Campos.

## Carreira
Di Paullo & Paulino são uma dupla formada por dois irmãos, em Minas Gerais. Como o pai possuía uma coleção de instrumentos sertanejos, aprenderam a tocar sozinhos em casa. Começaram a carreira profissional no início dos anos 70, apresentando-se em circos pelo estado de Minas Gerais. Em tempos em que a música sertaneja sofria grande isolamento nas principais metrópoles, conseguiram gravar um disco por ano, de 1973 a 1975. A partir de 1976, passaram a se apresentar no estado de Goiás, em exposições e festas agropecuárias, além de se tornarem atração no programa Onde Cantam os Campeões, que revelou várias duplas sertanejas. Em 1980, lançaram o quarto disco, Cama Triste e o quinto, em 1982, Solo de Viola. Em 1987, obtiveram grande destaque com a música "Passarinho do Sertão".
Nos anos 90, ganharam ainda mais projeção, principalmente no centro-norte do país, com os discos Presente de Natal e Onde Anda Você. Em 1995, participaram da turnê que comemorou os 10 anos de sucesso da dupla Leandro & Leonardo. No ano seguinte, fizeram uma participação especial em um show da dupla Zezé Di Camargo & Luciano, no Olympia, em São Paulo.
Em 2000, lançaram o disco Tô Por Aí, cuja música que dá título ao CD foi uma das mais executadas nas rádios do país naquele ano. Em 2002, lançaram o primeiro disco ao vivo, Só Modão, do qual se destacaram os sucessos "Amor de Primavera" (César Augusto/Paulino) e "Onde Anda Você" (Nil Amistrong), além das releituras "Telefone Mudo" (Franco/Peão Carreiro), "Ainda Ontem Chorei de Saudade" (Moacyr Franco), "Ilusão Perdida" (Milionário/José Rico) e  "Barco de Papel" (Reinaldo Queirós/Pandiá/Marlipe). Em 2004, auto intitulando-se "Os Cowboys da Viola", a dupla lançou seu décimo trabalho: O Coração Chora, que consagrou, além da música-título do álbum, outras como "O Que é Que Eu Sou Sem Você" e "Nada Mudou". Em 2007, lançaram o segundo disco ao vivo Hora Certa, pela Zaid Records, no qual mesclaram canções inéditas com regravações. Dentre as novas, canções de cunho romântico, como "A Linguaruda", do compositor Nilton Lamas (autor de "Entre Tapas e Beijos", gravada por Leandro & Leonardo), "Um Outro Alguém", "É Segredo" e "Hora Certa". Em 2008, em plena atividade, lançaram o primeiro DVD, Ao Vivo em Goiânia. Em 2011, lançaram o disco Namorando Teu Sorriso, pela Talismã Music, do cantor Leonardo, que participou da faixa "O Ladrão", presente no álbum. Em 2015, lançaram o segundo DVD, Não Desista, gravado em Goiânia, com a participação especial de Leonardo.  Em 2018, lançaram o terceiro DVD, Nós e Elas, pela Som Livre, com direção geral de Rafael Terra. Com repertório considerado inovador pela crítica, apresentou 17 faixas e foi gravado ao vivo em Goiânia, em dezembro do ano anterior. O álbum, como sugere o nome, contou com participações apenas de vozes femininas: “Um Outro Alguém (To Love Again)”, com Wanessa Camargo, “Estrelinha”, com participação de Marília Mendonça, “Em Mim Só Dá Você”, com Fátima Leão, “Em Duas Palavras”, com a dupla Maida & Marcelo, e “A Gente Tinha Combinado”, com Irmãs Freitas. A música "Estrelinha", gravada por Di Paullo & Paulino em parceria com Marília Mendonça, alcançou mais de 100 milhões de visualizações no YouTube e repercutiu nas redes sociais devido à morte precoce da cantora, em 2021. Em 2020, a dupla lançou Novas Emoções, um pocket show com oito canções, divididas em dois EPs. O destaque deste álbum fica por conta da inédita "Chorar de Soluçar".

## Discografia

### Álbuns
- Dois Irmãos (1973)
- O Som de um Berrante (1974)
- Realidade (1975)
- Cama Triste (1978)
- É Amor (1986)
- Passarinho do Sertão (1989)
- Presente de Natal (1990)
- Onde Anda Você (1996)
- Tô Por Aí (2000)
- Só Modão Ao Vivo (2002)
- O Coração Chora (2004)
- Momentos (2005)
- Ao Vivo em Uberlândia (2005)
- Hora Certa (2007)
- Ao Vivo em Goiânia (2008)
- Namorando Teu Sorriso (2011)
- Amor de Primavera (2013)
- Não Desista (2015)
- Nós e Elas (2018)
- Novas Emoções (2020)